# Promasens
Promasens (toponimo francese; in tedesco Promasing, desueto) è una frazione del comune svizzero di Rue, nel Canton Friburgo (distretto della Glâne).

## Storia

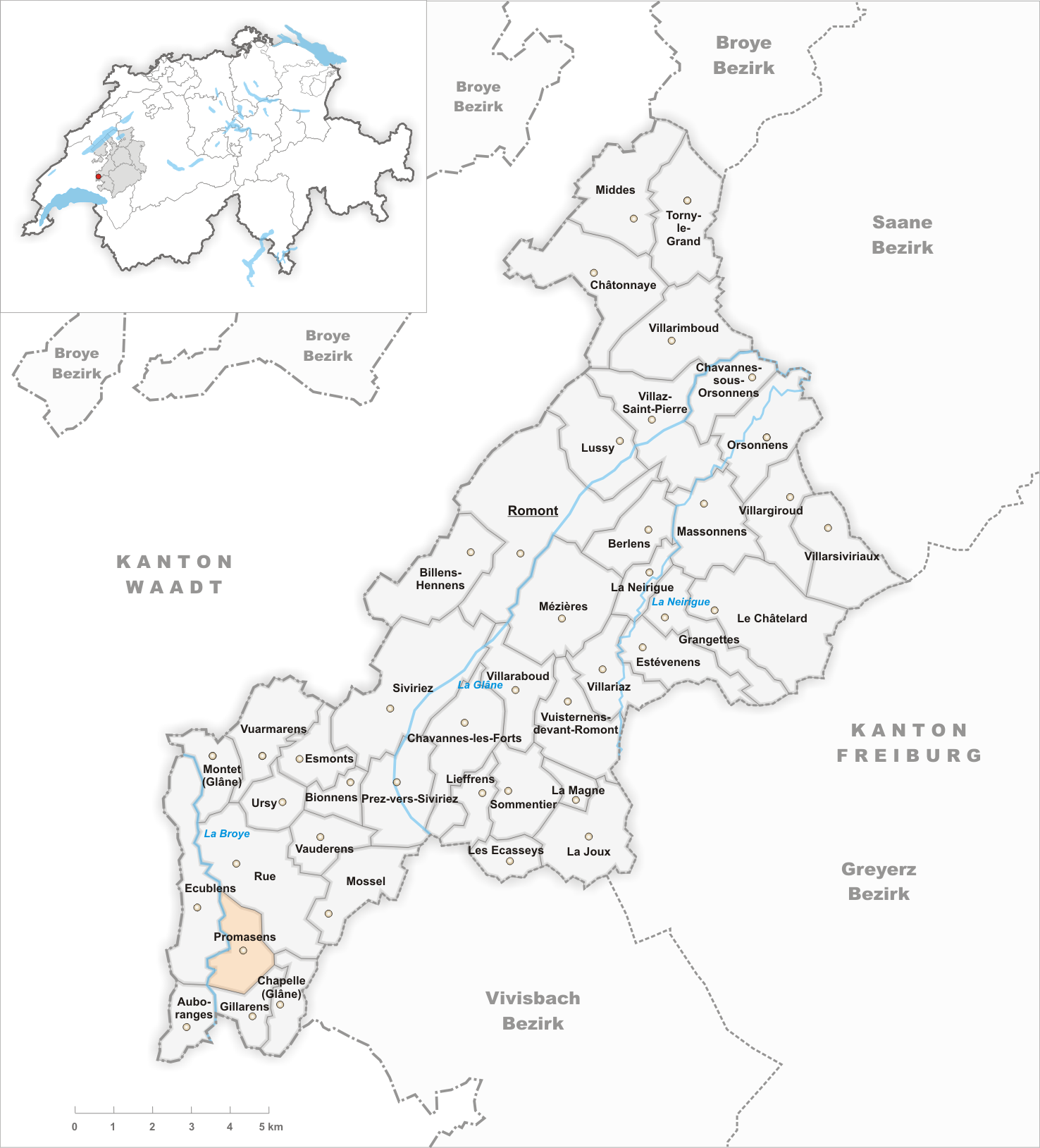
Il territorio del comune di Promasens prima degli accorpamenti comunali del 2001

Già comune autonomo, nel 2001 è stato accorpato a Rue assieme all'altro comune soppresso di Gillarens.

## Monumenti e luoghi d'interesse

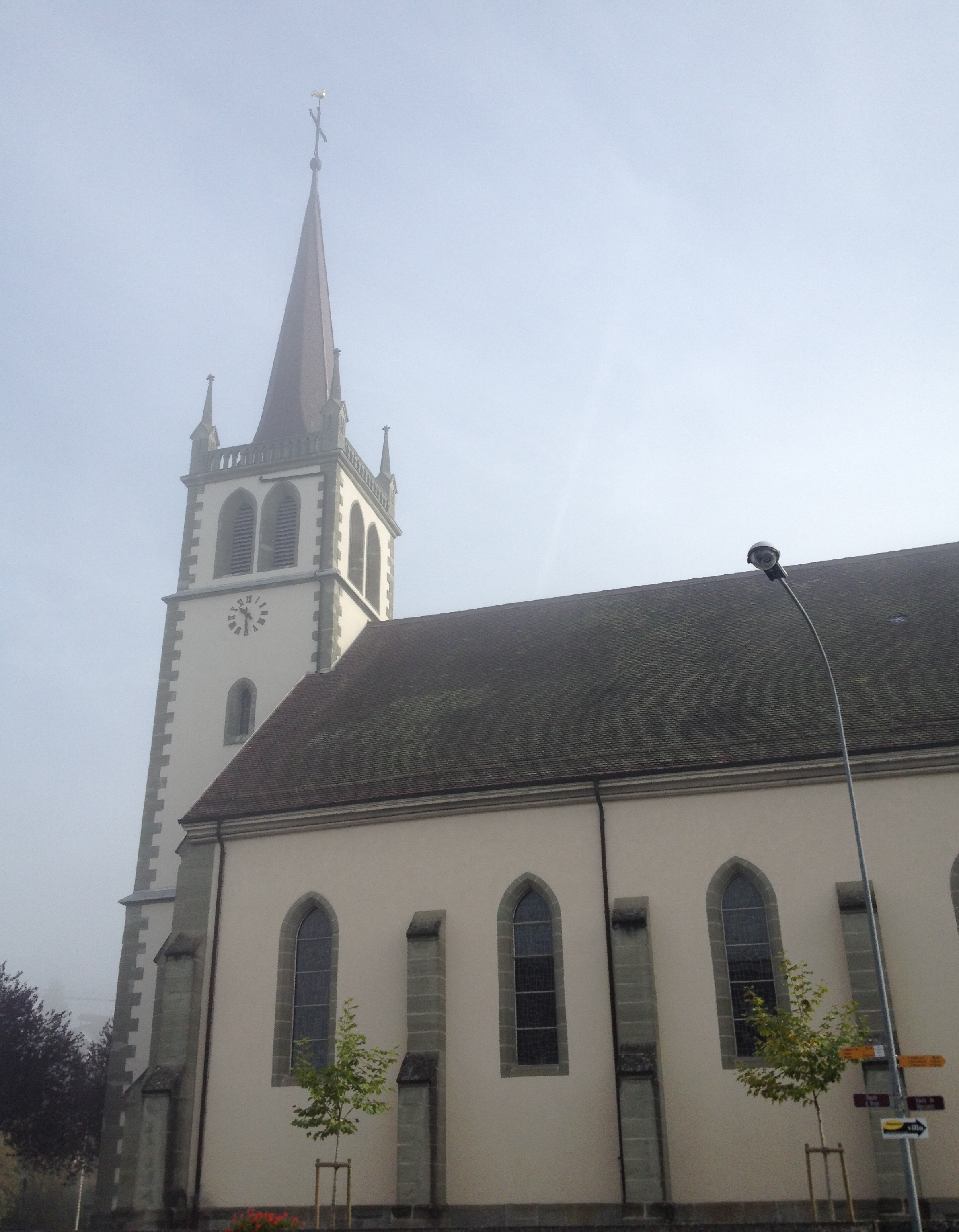
La chiesa cattolica dei Santi Pietro e Paolo

- Chiesa cattolica dei Santi Pietro e Paolo, attestata dal 1166 e ricostruita nel 1663 e nel 1869-1872[1].

## Società

### Evoluzione demografica
L'evoluzione demografica è riportata nella seguente tabella:
Abitanti censiti

## Amministrazione
Ogni famiglia originaria del luogo fa parte del comune patriziale che ha la responsabilità della manutenzione di ogni bene comune.